# Коробков, Виктор Михайлович
Ви́ктор Миха́йлович Коробко́в (4 марта 1929 года, Феодосия, Крымская АССР, РСФСР — 9 марта 1944 года, там же) — участник партизанского движения в Крыму во время Великой Отечественной войны.

## Биография

Стенд, посвящённый партизану Вите Коробкову в Феодосийском краеведческом музее

Родился в семье рабочего, вырос в Феодосии. Учился в средней школе № 4, за отличную учёбу дважды был награждён путёвкой в пионерский лагерь «Артек». Также обладал фотографической памятью.
Во время немецкой оккупации Крыма он помогал своему отцу, члену городской подпольной организации Михаилу Коробкову. Через Витю Коробкова поддерживалась связь между членами партизанских групп, скрывавшихся в старокрымском лесу. Собирал сведения о враге, принимал участие в печатании и распространении листовок. Жил в д. 8 по современной Украинской улице. Позже стал разведчиком 3-й бригады Восточного объединения партизан Крыма.
16 февраля 1944 года отец и сын Коробковы пришли в Феодосию с очередным заданием, но через 2 дня были арестованы гестаповцами. Более двух недель их допрашивали и пытали в гестапо, потом расстреляли — сначала отца, а 9 марта — и его сына. За пять дней до казни Вите Коробкову исполнилось пятнадцать лет.
Указом Президиума Верховного Совета СССР Витя Коробков посмертно был награждён медалью «За отвагу».

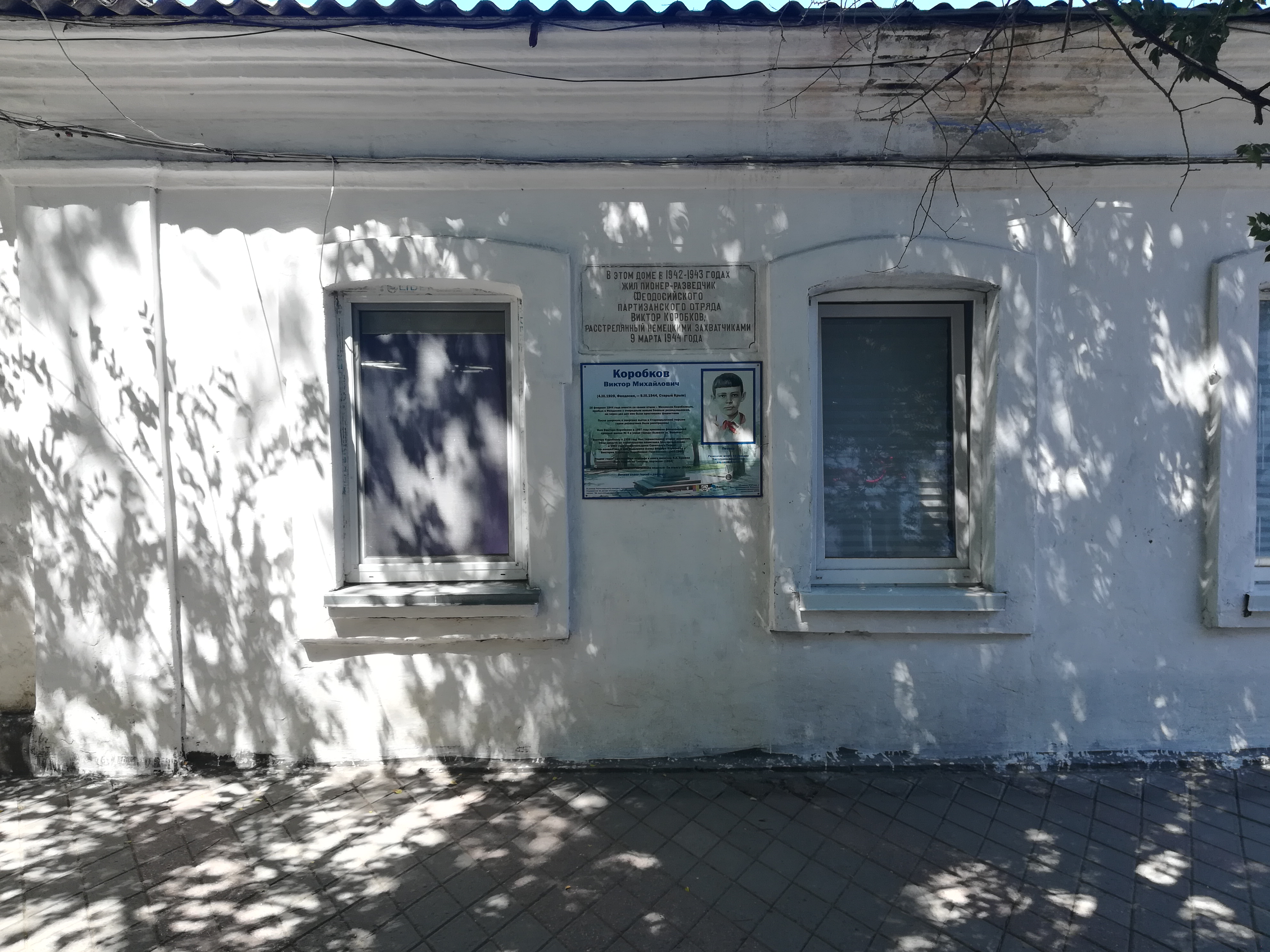
Мемориальная доска и памятный стенд Коробкову в Феодосии, Украинская улица, д. 8

В 1977 году в средней школе № 4 открыт музей пионера-разведчика. Его именем названы школа, в которой он учился, прилегающая к ней улица, детский лагерь отдыха в Большой Ялте и 
Построенный в 1970 году пассажирский теплоход типа «Радуга» (проект 485М3) после спуска на воду получил название "Витя Коробков".
.

## Памятник Вите Коробкову

Памятник партизану Вите Коробкову в Феодосии

Пионеру-партизану Вите Коробкову в послевоенное время в Феодосии в сквере на улице Горького был установлен памятник. Авторы — скульптор В. Подольский и архитектор В. Куприянов.
Сбор средств на строительство памятника был организован по инициативе комсомольцев в 1957 году. Активное участие в этом мероприятии приняла молодёжь Феодосии, Крыма и всей Украины. Памятник был открыт в июне 1959 года на общегородском митинге.
Памятник изготовлен из бронзы на постаменте из полированного тёмно-серого гранита и решён традиционными для 1950-х годов композиционно-пластическими приёмами. Тщательным образом проработаны все детали, вплоть до мельчайших складок одежды. Монумент изображает пионера-партизана, который крадется вдоль стены со свернутой листовкой в руках. На постаменте высечена надпись: «Славному пионеру-партизану Вите Коробкову, который погиб в борьбе с фашистскими захватчиками 9 марта 1944 года. От пионеров Украины».

## В литературе
- Повесть Якова Алексеевича Ершова «Витя Коробков — пионер, партизан»
- Повесть Екатерины Иосифовны Сувориной «У горы Митридат»

## В кино
- Художественно-документальный фильм «Поэма о красном галстуке» (1963), ЦСДФ, режиссёр М. Семёнова[3].